# The Fisherman's Diary
Pour plus de détails, voir Fiche technique et Distribution.
The Fisherman's Diary est un film camerounais réalisé par Enah Johnscott, sorti en 2020. Il a été présenté en première au festival I Will Tell International Film Festival 2020.  
Il a été sélectionné comme entrée camerounaise pour l'Oscar du meilleur film international à la 93e cérémonie des Oscars, mais il n'a pas été nommé,. Le film a été nommé pour le meilleur long métrage aux 2020 Paris Art and Movie Awards.

## Synopsis
Inspirée par Malala Yousafzai, prix Nobel de la paix, une jeune fille décide, contre la volonté de son père et de son village, d'aller à l'école.

## Fiche technique
- Titre : The Fisherman's Diary
- Réalisation : Enah Johnscott
- Production : Kang Quintus
- Pays :  Cameroun
- Genre : Drame
- Date de sortie : 2020
- Langue : pidgin camerounais, anglais

## Distribution
- Cosson Chinopoh
- Kang Quintus
- Faith Fidel
- Ndamo Damarise
- Laura Onyama
- Prince Sube Mayorchu
- Godwill Neba
- Ramsey Nouah
- Daphne